# My First Highway
My First Highway is een Belgisch-Nederlandse film uit 2016, geschreven en geregisseerd door Kevin Meul. De film ging op 12 oktober in première op het Film Fest Gent.

## Verhaal
De zestienjarige Benjamin gaat zoals elke zomer met zijn ouders op jaarlijkse vakantie op een camping in Spanje. Hij wordt er verliefd op Annabel, een Vlaams meisje dat samen met haar moeder de lokale supermarkt uitbaat. Ze is knap en roekeloos en sleurt hem mee in een avontuur dat hem een onvergetelijke zomer bezorgt.

## Rolverdeling
| Acteur         | Personage           |
| -------------- | ------------------- |
| Aäron Roggeman | Benjamin            |
| Romy Lauwers   | Annabel             |
| Natali Broods  | Moeder van Benjamin |
| Mathias Sercu  | Vader van Benjamin  |
| Ruth Bequaert  | Moeder van Annabel  |

## Productie
De filmopnamen gingen van start op 13 april 2015 op locatie in Spanje en duurden vier weken. Daarna werd er nog anderhalve week binnenopnames gefilmd in België tot 26 mei.